# Ludwik Mycielski (polityk)
Ludwik Mycielski (ur. 13 kwietnia 1854 w Warszawie, zm. 6 stycznia 1926 w Gębicach pod Gostyniem), polski działacz społeczny, poseł do parlamentu Rzeszy.

## Życiorys
Był synem Michała, publicysty i wydawcy (po śmierci żony, jezuity, prowincjała galicyjskiego zakonu) oraz Zofii z Górskich. Wychowywał się po wczesnej stracie matki i wstąpieniu ojca do zakonu w domu babki, Teodozji Górskiej (wdowy po generale Franciszku Górskim), następnie u stryja Stanisława. W 1873 zdał w Śremie maturę i rozpoczął studia we Wrocławiu, kontynuowane następnie w belgijskim Louvain i na Uniwersytecie Jagiellońskim, gdzie w 1878 obronił doktorat filozofii (na podstawie rozprawy Sprawa układów pomiędzy Zygmuntem III a dworem austriackim o ustąpieniu korony polskiej). 
Po studiach odbył - wraz z wujem Ludwikiem Górskim - podróż do Rzymu, gdzie został przedstawiony wpływowemu kardynałowi Włodzimierzowi Czackiemu. Towarzyszył kardynałowi, mianowanemu nuncjuszem w Paryżu, jako sekretarz w latach 1879–1882. W 1882 Mycielski powrócił do Polski i zajął się dobrami rodzinnymi; początkowo mieszkał w Dąbrowie pod Wieluniem, następnie w odziedziczonym po stryju Józefie Gałowie pod Szamotułami.
Uczynił z Gałowa znany ośrodek kulturalny. Pracował tam ekonomista, wuj Ludwik Górski oraz malarz Julian Fałat; Mycielski zgromadził także bogatą bibliotekę. Niezależnie od zainteresowań kulturalnych prowadził udaną działalność rolniczo-hodowlaną oraz udzielał się społecznie. Należał do Towarzystwa Pomocy Naukowej, Centralnego Towarzystwa Gospodarczego, spółek zakupu i sprzedaży "Rolnik". W latach 1887–1890 pełnił mandat poselski w parlamencie Rzeszy, gdzie w Kole Polskim należał do grupy konserwatystów. Nie odegrał większej roli parlamentarnej.
Zyskał popularność wieloletnim procesem z rządem pruskim o rewindykację dóbr filipinów gostyńskich, skonfiskowanych przez władze; wygraną w sprawie przyniósł dopiero upadek zwierzchnictwa pruskiego. W 1910 został członkiem rady konserwatywnego Związku Narodowego. W kwietniu 1913 wybrano go na prezesa Rady Narodowej, organizacji, mającej koordynować działalność polską na terenie zaboru pruskiego. W działaniach Rady, przedstawionych w mowie programowej z 10 października 1913, kładł nacisk na działania na tzw. kresach zaboru (Warmia i Mazury, Śląsk). Ostatecznie Rada Narodowa nie zdążyła w większy sposób zaznaczyć swojej działalności wobec wybuchu I wojny światowej.
W okresie wojny Mycielski był członkiem tajnego Komitetu Międzypartyjnego w Poznaniu, a także przewodniczącym organizacji filantropijnych - Komitetu Opieki nad bezdomnymi i Komitetu Pomocy dla Królestwa Polskiego. Jednocześnie za pośrednictwem tych organizacji utrzymywał kontakty z Komitetem Generalnym Pomocy Ofiarom Wojny w Polsce (działającym w Szwajcarii), Radą Główną Opiekuńczą (w Warszawie), Komitetem Biskupim (w Krakowie). Prowadził aktywną działalność społeczno-polityczną także w pierwszych latach niepodległej Polski; organizował transporty żywności w czasie walk o Lwów, wspierał akcję powstańczą i plebiscytową na Górnym Śląsku (przewodniczył Komitetowi Obrony Górnego Śląska), współtworzył Związek Obrony Kresów Zachodnich (członek Rady Naczelnej). Był także prezesem Związku Ubezpieczeń Rolnych byłej dzielnicy pruskiej przy Warszawskim Towarzystwie Ubezpieczeń oraz członkiem władz (pod koniec życia prezesem) Towarzystwa Pomocy Naukowej.
Pochowany został w grobowcach rodzinnych w Gostyniu. Był odznaczony m.in. Krzyżem Komandorskim Orderu Odrodzenia Polski (2 maja 1923). Z małżeństwa z kuzynką Elżbietą Mycielską miał dwoje dzieci:
- córka Zofia (1895-1971) była żoną kolejno generała Stanisława Rostworowskiego (1888-1944) i Andrzeja Skrzyńskiego;
- syn Michał (1894-1972), ożeniony z Zofią Karską h. Jastrzębiec, rotmistrz ułanów, odziedziczył majątek Gałowo pod Szamotułami[4].